# Zakroczym
Zakroczym è un comune urbano-rurale polacco del distretto di Nowy Dwór Mazowiecki, nel voivodato della Masovia.
Ricopre una superficie di 71,42 km² e nel 2004 contava 6 385 abitanti.

## Amministrazione

### Gemellaggi
Zakroczym è gemallata con:
- Montegiordano